# Roquettes
Roquettes (okzitanisch: Roquetas) ist eine französische Gemeinde mit 4292 Einwohnern (Stand: 1. Januar 2022) im Département Haute-Garonne in der Region Okzitanien. Roquettes gehört zum Arrondissement Muret und zum Kanton Portet-sur-Garonne. Die Bewohner werden Roquettois(es) genannt.

## Geographie
Roquettes liegt etwa 14 Kilometer südöstlich von Toulouse am linken Ufer der Garonne. Umgeben wird Roquettes von den Nachbargemeinden Roques im Norden und Nordwesten, Pinsaguel im Osten und Nordosten, Pins-Justaret im Süden und Südosten sowie Saubens im Westen und Südwesten.

## Bevölkerungsentwicklung
| Jahr                      | 1962 | 1968 | 1975 | 1982 | 1990 | 1999 | 2006 | 2011 |
| Einwohner                 | 185  | 234  | 493  | 2200 | 2801 | 3285 | 3416 | 4101 |
| Quelle: Cassini und INSEE |      |      |      |      |      |      |      |      |

## Sehenswürdigkeiten
- Kirche Saint-Martin
- Museum über die Gänseleber (Musée de foie gras)